# 志田千陽
志田千陽（日语：／ Shida Chiharu，1997年4月29日—），日本女子羽毛球運動員，亦為現役日本國家羽毛球隊（A隊）成員。秋田縣八郎潟町出生，青森山田中学校、青森山田高校畢業，現為再春館製藥所羽毛球隊成員，隊員編號0號。她与松山奈未的组合被球迷称为“山羊组合”，曾获2024年巴黎奥运会女双铜牌。

## 早年经历
志田千阳1997年出生于秋田县南秋田郡八郎潟町，父亲志田憲昭是当地一座名叫清源寺的住持，此外还有一个大她三岁的姐姐和小她两岁的弟弟，姐姐志田裕喜子曾经进入到秋田地区选美比赛的决赛。志田千阳6岁时与姐姐一起练习羽毛球，因为身体素质非常出色，所以才能很快显现出来，小学5年级时代表秋田县参加全国小学生羽毛球锦标赛，在半决赛中不敌此后的队友山口茜。初中开始志田千阳离开家乡前往青森山田中学读书。2016年进入再春馆制药公司，成为该公司羽毛球部所属选手，与1年后进入公司的松山奈未继续搭配征战国际赛场。

## 职业生涯

### 2014年-2015年 分齡賽時期
2014年2月，志田千陽代表日本参加臺灣臺北市举办的亞洲青年羽毛球錦標賽，助隊伍贏得混合團體季軍。同年4月，她再次在马来西亚亚罗士打举办的世界青年羽毛球錦標賽，助隊伍贏得混合團體季軍。
2015年6月，志田千陽代表日本参加泰國曼谷举办的亞洲青年羽毛球錦標賽，助隊伍贏得混合團體季軍；此外，还赢得女子双打季軍。同年11月，她再次在秘魯利馬举办的世界青年羽毛球錦標賽，助隊伍贏得混合團體第四名；此外，还赢得女子双打以及混合双打季軍。

### 2016年-2017年 国际赛夺冠
2016年6月，志田千陽與福島由紀出戰越南國際挑戰赛，在女双决赛以2比0（28-26、21-15）力克赛会2号种子、队友的田中志穗/米元小春，夺得其首个国际赛冠軍，這亦是她首個國際成人賽事錦標。同年6月，她們出戰西班牙國際賽，在女双决赛以1比2（14-21、21-13、19-21）不敌队友的廣田彩花/小野菜保，赢得得亞軍。
2017年5月，志田千陽改为与松山奈未合作，而前搭档的福島由紀则与廣田彩花搭配。俩人出戰樂魚羽毛球國際挑戰賽，在女雙决赛以2比0（21-19、21-14）击败了赛会4号种子、队友的星千智/篠谷菜留，奪得其首個國際職業賽冠軍。

### 2018年
2018年2月，志田千陽與松山奈未出戰瑞士羽毛球公開賽，在女雙準决赛以1比2（18-21、21-18、18-21）不敌同胞的櫻本絢子/高畑祐紀子。接着4月，她與新搭档的久保田友之祐出戰大阪羽毛球國際挑戰賽，在混雙决赛以0比2（17-21、12-21）不敌韩国新秀的金元昊/李幽琳，赢得亚軍。同年6月，她与松山奈未出战加拿大羽毛球公開賽，在女双準决赛以1比2（21-18、13-21、19-21）不敌德国的伊莎贝尔·赫特里克/卡拉·尼尔特。同年7月，她与松山奈未出战新加坡羽毛球公開賽，在女双决赛以1比2（21-16、22-24、13-21）不敌赛会5号种子、队友的櫻本絢子/高畑祐紀子，赢得亚军。同期7月，她与松山奈未出战秋田羽毛球大師賽，在女双决赛以0比2（21-23、11-21）不敌赛会2号种子、队友的櫻本絢子/高畑祐紀子，赢得亚军。同年8月，她与松山奈未出战越南羽毛球公開賽，在女双决赛以0比2（18-21、19-21）不敌赛会4号种子、队友的新玉美鄉/渡邊茜，赢得亚军。同年9月，她与松山奈未出战印尼邦加勿里洞羽毛球大師賽，在女双决赛以1比2（21-11、19-21、20-22）不敌赛会头号种子、队友的櫻本絢子/高畑祐紀子，赢得亚军。同年10月，她与松山奈未出战中華台北羽毛球公開賽，在女双决赛以2比0（21-10、21-17）横扫队友的栗原文音/篠谷菜留，赢得成年组赛事冠军，亦是她首个超級300賽女双冠军。

### 2019年 美羽赛超級300夺冠
2019年2月，志田千陽與松山奈未出戰西班牙羽毛球大師賽，在女双决赛以1比2（21-23、21-15、17-21）不敌赛会6号种子、韩国强档的金昭映/孔熙容，赢得超級300賽女双亚军。同年3月，她与松山奈未出战瑞士羽毛球公開賽，在女双决赛以0比2（16-21、13-21）不敌赛会4号种子、韩国强档的張藝娜/鄭景銀，赢得超級300賽女双亚军。同年7月，她与松山奈未出战美國羽毛球公開賽，在女双决赛以2比0（21-16、21-16）击败了韩国强档的白荷娜/鄭景銀，赢得超級300賽女双冠军。

### 2021年 印尼超級750賽奪冠
2021年11月，志田千陽與松山奈未出戰印尼羽毛球大師賽，在女雙決賽以2比0（21-9、21-11）擊敗韓國的鄭那銀/金慧貞，贏得超級750賽女雙冠軍。她們繼續參加印尼羽毛球公開賽，在女雙決賽以2比0（21-19、21-19）擊敗了奧運冠軍印尼的格雷西婭·波利/阿普里亞尼·拉哈育，贏得超級1000賽女雙冠軍。隨後12月在巴厘島舉辦的世界巡迴賽總決賽，志田千陽與松山奈未在決賽中以0比2（14-21、14-21）敗給韓國組合金昭映/孔熙容，收穫亞軍。12月中旬的韋爾瓦世錦賽，於八強賽中不敵賽事頭號種子中國組合陳清晨/賈一凡，以0比2（13-21、17-21）結束首次世錦賽之旅。

### 2022年 全英超級1000賽奪冠、印尼超級1000賽奪冠
2022年3月，志田千陽與松山奈未出戰2022年全英羽毛球公開賽，於女雙決賽以2比0（21-13、21-9）擊敗中國潛力新組合張殊賢/鄭雨，是繼師姐松友美佐紀/高橋禮華、福島由紀/廣田彩花、松本麻佑/永原和可那，第四組日本女雙贏得全英超級1000賽女雙冠軍。
2022年6月，志田千阳與松山奈未出戰2022年印尼羽毛球公开赛，於女雙决赛以2比1（18-21、21-14、21-17）擊敗師姐福島由紀/廣田彩花，贏得印尼超級1000賽女雙冠軍。
2022年7月，志田千阳與松山奈未出戰2022年馬來西亞羽毛球大師賽，於女雙决赛以0比2（11-21、12-21）敗給中國組合陳清晨/賈一凡，收穫亞軍。

### 2023年
2023年10月5日，杭州亚运会羽毛球女双1/4决赛，凡晨组合陈清晨/贾一凡2-0战胜日本组合松山奈未/志田千阳。

### 2024年
2024年巴黎奥运会女双半决赛，志田千阳與松山奈未输给中国组合刘圣书/谭宁，铜牌战中战胜马来西亚组合陈康乐/蒂娜·穆拉里塔兰获得铜牌。

## 人物
志田千阳以其天真烂漫的性格以及球场上的可爱动作引发关注，还是乃木坂46和日向坂46的狂热粉丝、尤其特别喜欢山下美月等发言被认为是偶像宅。。

## 主要比賽成績
只列出曾進入準決賽的國際賽事成績：
| 年份   | 賽事                       | 公開賽級別 | 項目     | 拍檔         | 成績   |
| ------ | -------------------------- | ---------- | -------- | ------------ | ------ |
| 2014年 | 亞洲青年羽毛球錦標賽       | 其他       | 混合團體 | －           | 季軍   |
| 2014年 | 世界青年羽毛球錦標賽       | 其他       | 混合團體 | －           | 季軍   |
| 2015年 | 亞洲青年羽毛球錦標賽       | 其他       | 混合團體 | －           | 季軍   |
| 2015年 | 亞洲青年羽毛球錦標賽       | 其他       | 女子雙打 | 松山奈未     | 季軍   |
| 2015年 | 世界青年羽毛球錦標賽       | 其他       | 混合團體 | －           | 第四名 |
| 2015年 | 世界青年羽毛球錦標賽       | 其他       | 女子雙打 | 松山奈未     | 季軍   |
| 2015年 | 世界青年羽毛球錦標賽       | 其他       | 混合雙打 | 森岡秀斗     | 季軍   |
| 2016年 | 越南羽毛球國際挑戰赛       | 國際挑戰賽 | 女子雙打 | 福島由紀     | 冠軍   |
| 2016年 | 西班牙羽毛球國際賽         | 國際挑戰賽 | 女子雙打 | 福島由紀     | 亞軍   |
| 2017年 | 中國羽毛球國際挑戰賽       | 國際挑戰賽 | 女子雙打 | 松山奈未     | 準決賽 |
| 2017年 | 樂魚羽毛球國際挑戰賽       | 國際挑戰賽 | 女子雙打 | 松山奈未     | 冠軍   |
| 2018年 | 瑞士羽毛球公開賽           | 超級300賽  | 女子雙打 | 松山奈未     | 準決賽 |
| 2018年 | 大阪羽毛球國際挑戰賽       | 國際挑戰賽 | 混合雙打 | 久保田友之祐 | 亞軍   |
| 2018年 | 加拿大羽毛球公開賽         | 超級100賽  | 女子雙打 | 松山奈未     | 準決賽 |
| 2018年 | 新加坡羽毛球公開賽         | 超級500賽  | 女子雙打 | 松山奈未     | 亞軍   |
| 2018年 | 秋田羽毛球大師賽           | 超級100賽  | 女子雙打 | 松山奈未     | 亞軍   |
| 2018年 | 越南羽毛球公開賽           | 超級100賽  | 女子雙打 | 松山奈未     | 亞軍   |
| 2018年 | 印尼邦加勿里洞羽毛球大師賽 | 超級100賽  | 女子雙打 | 松山奈未     | 亞軍   |
| 2018年 | 中華台北羽毛球公開賽       | 超級300賽  | 女子雙打 | 松山奈未     | 冠軍   |
| 2018年 | 澳門羽毛球公開賽           | 超級300賽  | 女子雙打 | 松山奈未     | 準決賽 |
| 2019年 | 西班牙羽毛球大師賽         | 超級300賽  | 女子雙打 | 松山奈未     | 亞軍   |
| 2019年 | 瑞士羽毛球公開賽           | 超級300賽  | 女子雙打 | 松山奈未     | 亞軍   |
| 2019年 | 美國羽毛球公開賽           | 超級300賽  | 女子雙打 | 松山奈未     | 冠軍   |
| 2019年 | 韓國羽毛球公開賽           | 超級500賽  | 女子雙打 | 松山奈未     | 準決賽 |
| 2019年 | 印尼瑪琅市長羽毛球大師賽   | 超級100賽  | 女子雙打 | 松山奈未     | 準決賽 |
| 2019年 | 韓國羽毛球大師賽           | 超級300賽  | 女子雙打 | 松山奈未     | 冠軍   |
| 2020年 | 马来西亚羽毛球大师赛       | 超級500賽  | 女子雙打 | 松山奈未     | 準決賽 |
| 2020年 | 亞洲羽毛球團體錦標賽       | 其他       | 女子團體 | －           | 冠軍   |
| 2021年 | 全英羽毛球公開賽           | 超級1000賽 | 女子雙打 | 松山奈未     | 準決賽 |
| 2021年 | 蘇迪曼盃                   | 其他       | 混合團體 | －           | 亞軍   |
| 2021年 | 優霸盃                     | 其他       | 女子團體 | －           | 亞軍   |
| 2021年 | 法國羽毛球公開賽           | 超級750賽  | 女子雙打 | 松山奈未     | 準決賽 |
| 2021年 | 印尼羽毛球大師賽           | 超級750賽  | 女子雙打 | 松山奈未     | 冠軍   |
| 2021年 | 印尼羽毛球公開賽           | 超級1000賽 | 女子雙打 | 松山奈未     | 冠軍   |
| 2021年 | 世界羽聯世界巡迴賽總決賽   | 總決賽     | 女子雙打 | 松山奈未     | 亞軍   |
| 2022年 | 全英羽毛球公開賽           | 超級1000賽 | 女子雙打 | 松山奈未     | 冠軍   |
| 2022年 | 優霸盃                     | 其他       | 女子團體 | －           | 季軍   |
| 2022年 | 泰國羽毛球公開賽           | 超級500賽  | 女子雙打 | 松山奈未     | 冠軍   |
| 2022年 | 印尼羽毛球公開賽           | 超級1000賽 | 女子雙打 | 松山奈未     | 冠軍   |
| 2022年 | 馬來西亞羽毛球大師賽       | 超級500賽  | 女子雙打 | 松山奈未     | 亞軍   |
| 2022年 | 丹麥羽毛球公開賽           | 超級750賽  | 女子雙打 | 松山奈未     | 準決賽 |
| 2023年 | 印度羽毛球公開賽           | 超級750賽  | 女子雙打 | 松山奈未     | 冠軍   |
| 2023年 | 德國羽毛球公開賽           | 超級300賽  | 女子雙打 | 松山奈未     | 亞軍   |
| 2023年 | 蘇迪曼盃                   | 其他       | 混合團體 | －           | 季軍   |
| 2023年 | 加拿大羽毛球公開賽         | 超級500賽  | 女子雙打 | 松山奈未     | 冠軍   |
| 2023年 | 中國羽毛球公開賽           | 超級1000賽 | 女子雙打 | 松山奈未     | 準決賽 |
| 2023年 | 亞洲運動會羽毛球比賽       | 其他       | 女子團體 | －           | 銅牌   |
| 2023年 | 丹麥羽毛球公開賽           | 超級750賽  | 女子雙打 | 松山奈未     | 亞軍   |
| 2023年 | 中國羽毛球大師賽           | 超級750賽  | 女子雙打 | 松山奈未     | 冠軍   |
| 2023年 | 世界羽聯世界巡迴賽總決賽   | 總決賽     | 女子雙打 | 松山奈未     | 準決賽 |
| 2024年 | 亞洲羽毛球團體錦標賽       | 其他       | 女子團體 | －           | 季軍   |
| 2024年 | 法國羽毛球公開賽           | 超級750賽  | 女子雙打 | 松山奈未     | 亞軍   |
| 2024年 | 全英羽毛球公開賽           | 超級1000賽 | 女子雙打 | 松山奈未     | 亞軍   |
| 2024年 | 優霸盃                     | 其他       | 女子團體 | －           | 季軍   |
| 2024年 | 新加坡羽毛球公開賽         | 超級750賽  | 女子雙打 | 松山奈未     | 亞軍   |
| 2024年 | 奧林匹克運動會羽毛球比賽   | 其他       | 女子雙打 | 松山奈未     | 銅牌   |
| 2024年 | 丹麥羽毛球公開賽           | 超級750賽  | 女子雙打 | 松山奈未     | 準決賽 |
| 2024年 | 日本熊本羽毛球大師賽       | 超級500賽  | 女子雙打 | 松山奈未     | 準決賽 |
| 2024年 | 中國羽毛球大師賽           | 超級750賽  | 女子雙打 | 松山奈未     | 準決賽 |
| 2024年 | 世界羽聯世界巡迴賽總決賽   | 總決賽     | 女子雙打 | 松山奈未     | 亞軍   |
| 2025年 | 全英羽毛球公開賽           | 超級1000賽 | 女子雙打 | 松山奈未     | 冠軍   |
| 2025年 | 亞洲羽毛球錦標賽           | 其他       | 女子雙打 | 松山奈未     | 亞軍   |
| 2025年 | 蘇迪曼盃                   | 其他       | 混合團體 | －           | 季軍   |
| 2025年 | 日本羽毛球公開賽           | 超級750賽  | 女子雙打 | 松山奈未     | 準決賽 |

| 2007-2017年 | 首要超級賽 | 超級賽 | 黃金大獎賽 | 大獎賽 | 國際挑戰賽 | 國際系列賽 | 未來系列賽 | 其他 |

| 2018-2026年 | 總決賽 | 超級1000賽 | 超級750賽 | 超級500賽 | 超級300賽 | 超級100賽 | 國際挑戰賽 | 國際系列賽 | 未來系列賽 | 其他 |

### 奧運會和世錦賽參賽紀錄
|          | 搭檔     | 2021 | 2022 | 2023 | 2024 |
| -------- | -------- | ---- | ---- | ---- | ---- |
| 女子雙打 | 松山奈未 | 8強  | 8強  | 8強  | 銅牌 |

## 主要对賽记录
志田千陽與主要對手的對賽成績如下（只列出對賽二次或以上對手，截至2020年1月16日）：
女雙 - 松山奈未
| 對手                | 對賽次數 | 對賽結果 | 對賽結果 | 總計 |
| 對手                | 對賽次數 | 勝       | 負       | 總計 |
| ------------------- | -------- | -------- | -------- | ---- |
| 新玉美郷 渡邊茜     | 3        | 2        | 1        | +1   |
| 櫻本絢子 高畑祐紀子 | 3        | 0        | 3        | -3   |
| 與猶胡桃 福万尚子   | 2        | 2        | 0        | +2   |
| 篠谷菜留 星千智     | 2        | 1        | 1        | 0    |
| 田中志穗 米元小春   | 2        | 1        | 1        | 0    |
| 松本麻佑 永原和可那 | 1        | 0        | 2        | -2   |
| 尾崎沙織 渡邊茜     | 1        | 1        | 0        | +1   |
| 福島由紀 廣田彩花   | 1        | 1        | 0        | +1   |
| 松友美佐紀 高橋禮華 | 1        | 1        | 0        | +1   |
| 總計                | 10       | 5        | 5        | 0    |

| 對手                               | 對賽次數 | 對賽結果 | 對賽結果 | 總計 |
| 對手                               | 對賽次數 | 勝       | 負       | 總計 |
| ---------------------------------- | -------- | -------- | -------- | ---- |
| 張淨惠 楊景惇                      | 3        | 3        | 0        | +3   |
| 陳清晨 賈一凡                      | 3        | 1        | 2        | -1   |
| 杜玥 李茵暉                        | 3        | 1        | 2        | -1   |
| 張藝娜 金慧麟                      | 2        | 2        | 0        | +2   |
| 許雅晴 胡綾芳                      | 2        | 2        | 0        | +2   |
| 伊娃·詹森斯 基拉素·奧斯特梅耶      | 2        | 2        | 0        | +2   |
| 許嘉雯 葉錚雯                      | 2        | 1        | 1        | 0    |
| 宗功攀·吉迪特拉恭 拉温达·巴宗哉    | 2        | 1        | 1        | 0    |
| 李汶妹 鄭雨                        | 2        | 1        | 1        | 0    |
| 伊莎贝尔·赫特里克 卡拉·尼尔特      | 2        | 1        | 1        | 0    |
| 白荷娜 鄭景銀                      | 2        | 1        | 1        | 0    |
| 李紹希 申昇瓚                      | 2        | 1        | 1        | 0    |
| 妮塔·維奧莉娜·馬瓦爾 普特里·塞婭卡 | 2        | 1        | 1        | 0    |
| 總計                               | 91       | 71       | 20       | 51   |

## 其他獎項
| 年份   | 頒獎典禮               | 獎項                 | 搭檔     | 結果   | 備註   |
| ------ | ---------------------- | -------------------- | -------- | ------ | ------ |
| 2024年 | BWF 2024年度最佳運動員 | 年度最佳女子雙打組合 | 松山奈未 | 待公布 | [ 20 ] |